# موستیوگی
موستیوگی (لتونیایی: Mustjegi) رودی در مرز کشور استونی و لتونی است که از دریاچه سور ساریارو سرچشمه میگیرید و پس از طی ۹۴ کیلومتر به رود گاویا میریزد.

## نگارخانه

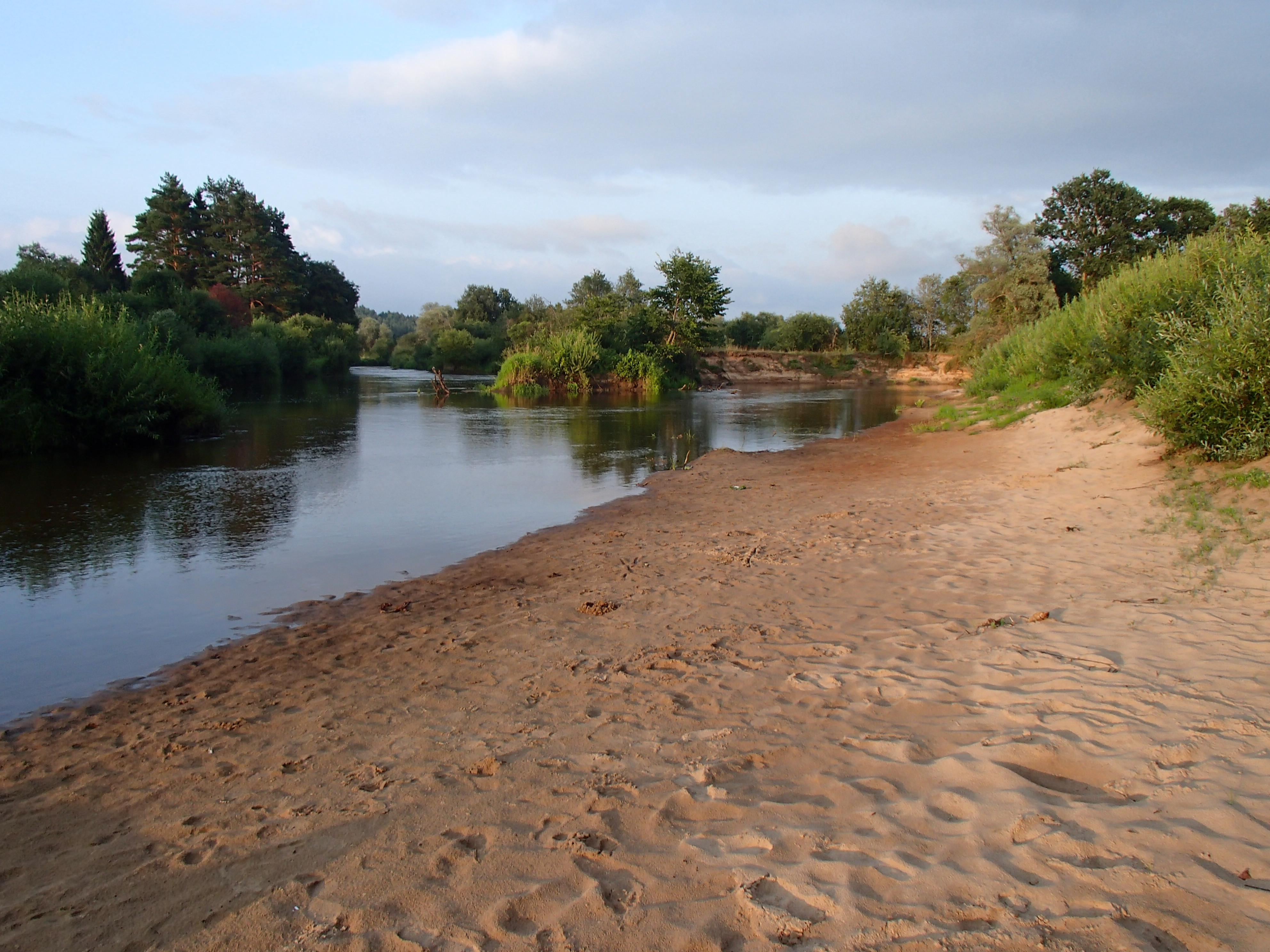
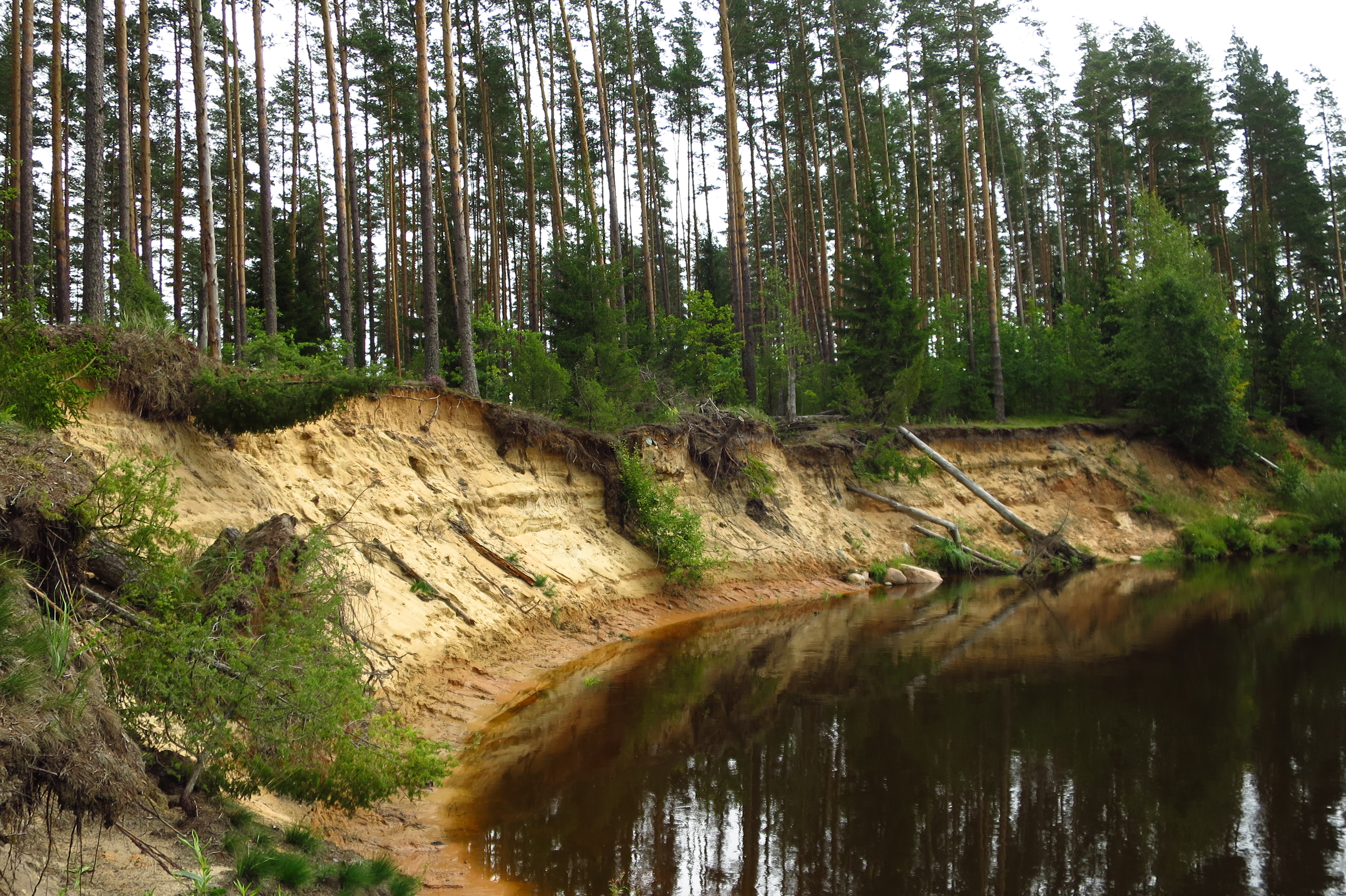
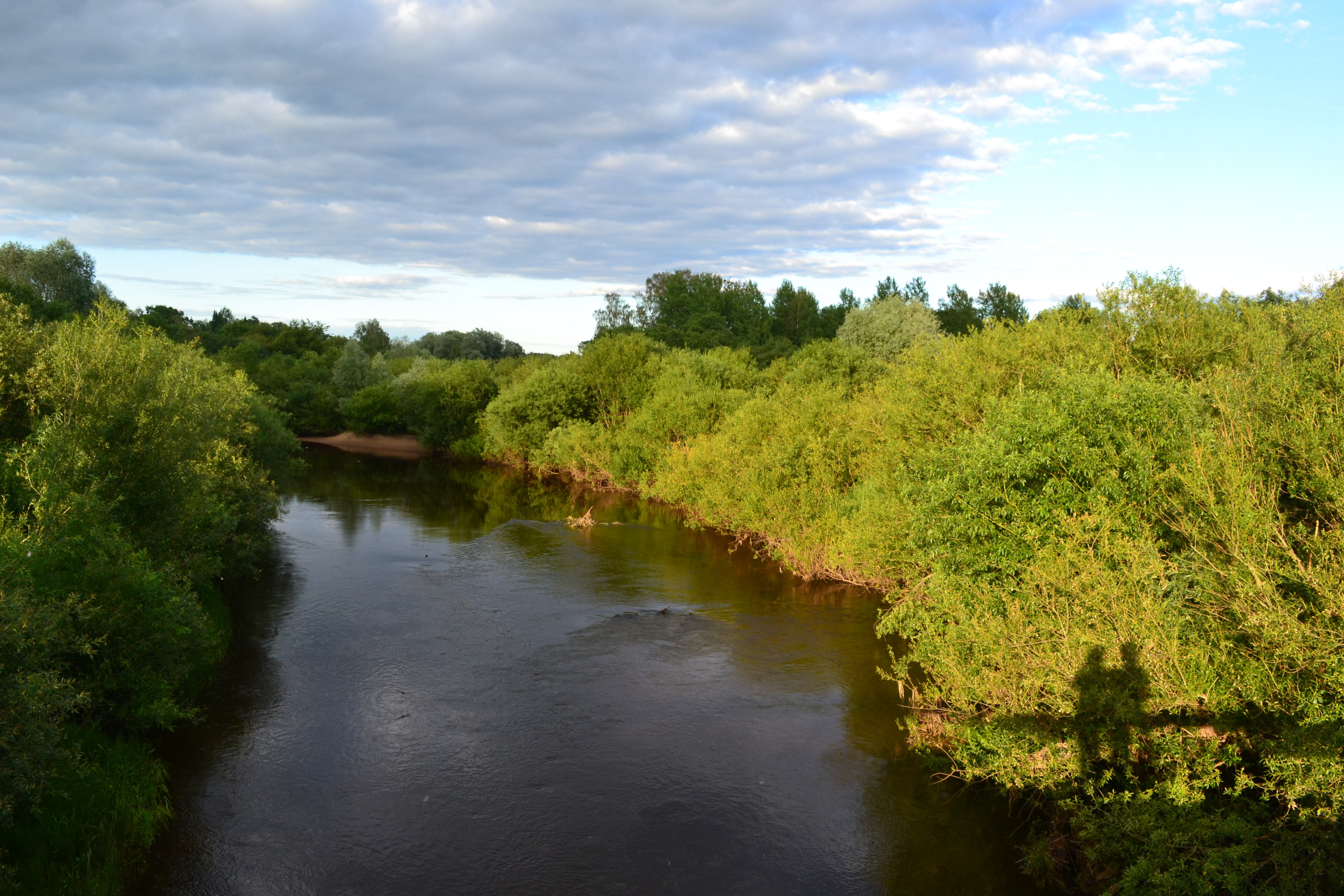
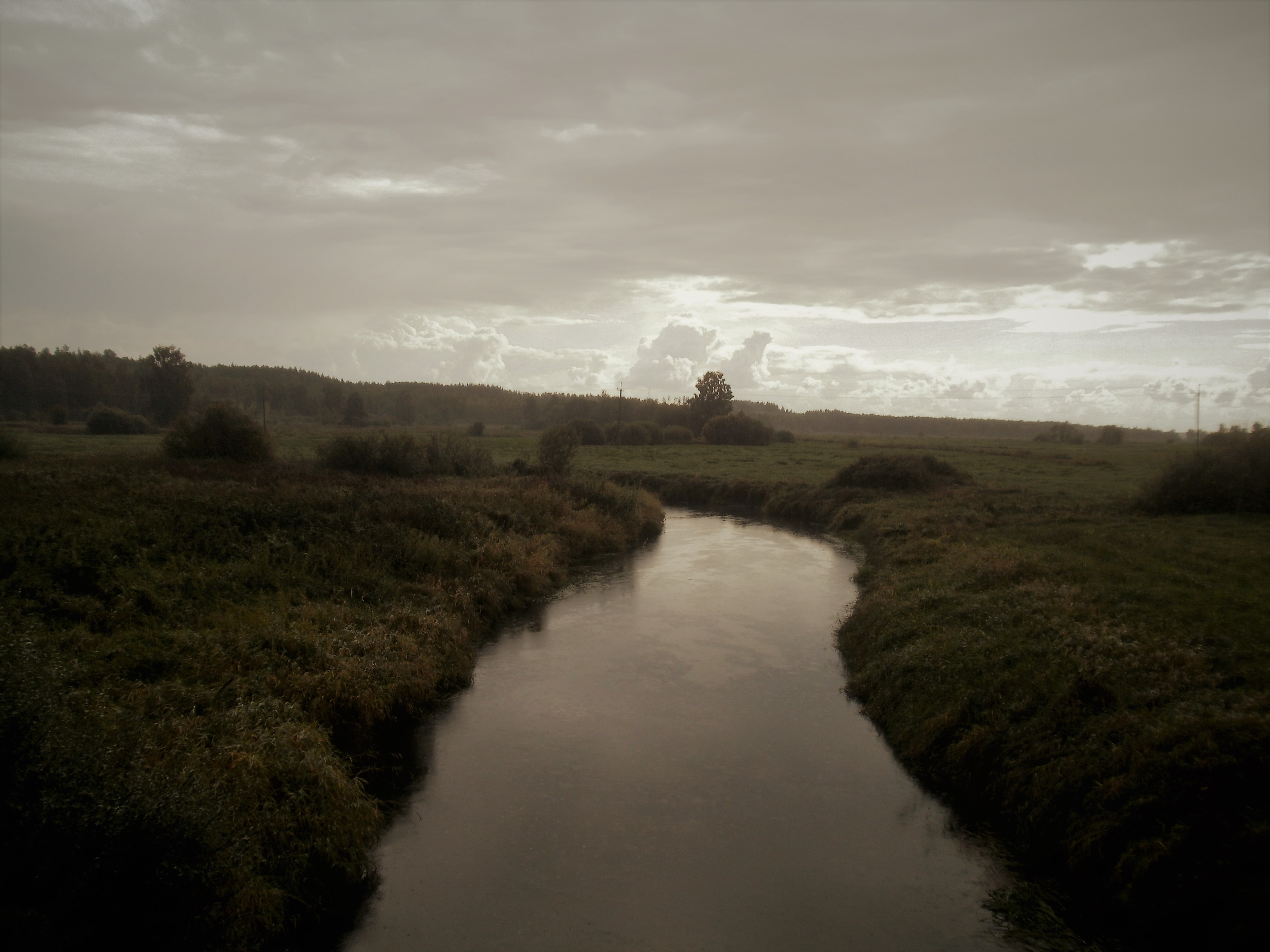